# Cámara de Diputados de la República Checa
La Cámara de Diputados del Parlamento de la República Checa (en checo: Poslanecká sněmovna Parlamentu České republiky) es la cámara baja del Parlamento de este país, donde la primera cámara es el Senado. La Cámara de Diputados tiene su sede en los palacios de Malá Strana, en Praga.
La Cámara está compuesta por 200 diputados elegidos para un mandato de cuatro años por sufragio universal, igual, directo y secreto en listas cerradas de partido, mediante un sistema electoral proporcional basado en la ley D'Hont que se aplica sobre 14 circunscripciones electorales en todo el país.
Los diputados se reparten en grupos parlamentarios fundados sobre bases de afinidad ideológica. Los trabajos de la institución se estructuran en sede de comisiones parlamentarias. Un presidente y tres vicepresidentes de la Cámara son elegidos por mayoría del pleno al comienzo de cada legislatura; dirigen las sesiones e impulsan los trabajos y la agenda parlamentaria.
El Gobierno es el principal responsable ante la Cámara de Diputados y el primer ministro permanece en el cargo solo mientras él o ella conserve el apoyo de la mayoría de sus miembros.

## Inicio
La Cámara de Diputados se creó el 1 de enero de 1993 con la Constitución de 1992 como cámara baja del parlamento con 200 miembros. Fue creado al renombrarlo del Consejo Nacional Checo y sigue la tradición de la Cámara de Representantes de Checoslovaquia hasta 1939.
Hasta 1996, la Cámara de Representantes era de facto un parlamento de cámara única, ya que la creación del Senado constitucional solo tenía que ser implementada por la Cámara de Representantes. Los debates sobre el significado y el hecho de que la Cámara de Representantes hasta el establecimiento del Senado fue indisoluble, lo retrasaron, de modo que solo en 1996 tuvieron lugar las primeras elecciones al Senado.
Especialmente en cuestiones de política exterior, la Cámara de Representantes jugó solo un papel menor en los primeros años, ya que no fue ocupada por expertos apropiados de la mejora del parlamento regional al nacional. La incertidumbre asociada con el corto plazo y la división del estado, así como la falta de instalaciones, debilitaron el trabajo de los parlamentarios.
En la República Checa, se ha establecido un sistema multipartidista. Hasta 2010, el liberal-conservador Občanská demokratická strana (ODS) y la socialdemócrata Česká strana sociálně demokratická (ČSSD) tenían una posición dominante. Una peculiaridad del espectro del partido checo en comparación con otros estados del este de Europa central es la existencia de un partido comunista fuerte, el KSČM. A diferencia de otros estados satélites anteriores de la Unión Soviética, esto no se transformó en un partido socialdemócrata o fue reemplazado por uno, sino que continúa existiendo junto con el Partido Socialdemócrata Checo como partido parlamentario. Las razones son las "purgas" después de la Primavera de Praga, por las cuales las fuerzas progresistas y orientadas a la reforma fueron removidas del Partido Comunista de Checoslovaquia. Dado que la KSČM se considera incapaz de coalición, pero al mismo tiempo mantuvo entre 22 y 41 escaños en la Cámara de Representantes, esto llevó a una oposición dividida de comunistas y socialdemócratas, que no pudo formar una alternativa clara al campo conservador-liberal. Esta situación también condujo a luchas de ala constante dentro del ČSSD y a un estilo político en parte agresivo de este partido. Esta situación se ve agravada por las relaciones de mayoría a menudo muy estrechas entre el espectro del partido de la izquierda y el derecho, que es una de las razones de la inestabilidad frecuente de los gobiernos checos. Una consecuencia de esta situación fue el llamado tratado de oposición entre ODS y ČSSD de 1998 a 2002. Otro partido establecido desde el principio es el Partido Popular Demócrata Cristiano KDU-ČSL, que, sin embargo, ahora tiene el estatus de un partido pequeño.
En las elecciones parlamentarias de 2010, el inicio conservador TOP 09 logró llegar a más del 16 por ciento de inmediato, pero perdió fuerza en las siguientes elecciones. Con las elecciones de 2013, comenzó el auge del partido de protesta ANO, y también atrajo al partido populista de derecha Úsvit. En 2017, ANO ganó las elecciones por un amplio margen. Los piratas, el partido del alcalde STAN y el SPD derivado de Úsvit se mudaron a la Cámara de Diputados por primera vez. El resultado es un espectro político fragmentado de nuevos partidos parlamentarios, que además del ANO dominante, ocho partidos entre el 12 y el 5 por ciento.

## Responsabilidades
La tarea del Parlamento es, ante todo, controlar el gobierno y aprobar leyes. Los propios diputados tienen un derecho legislativo de iniciativa (no exclusivo). Las leyes son primero aprobadas por la Cámara de Representantes. Después de eso, el proyecto de ley será presentado al Senado. Si el Senado adopta una postura negativa, la Cámara de Representantes puede dejar de votar por mayoría absoluta de todos los diputados. Solo en situaciones particularmente importantes, se necesita la aprobación de ambas cámaras. En particular, esto incluye la aprobación de leyes constitucionales, el código electoral, la elección del presidente, la declaración de guerra o el envío de tropas al extranjero. Algunos tratados internacionales también requieren la aprobación parlamentaria. Además, el Parlamento anuncia el estado de guerra en caso de un ataque del enemigo o cuando deben cumplirse las obligaciones de la alianza militar internacional.
La Cámara de Representantes se asienta en tres bloques de casas y palacios en la Ciudad Pequeña. El edificio principal en el que tienen lugar las reuniones es el Palais Thun, donde se reunió el Landtag checo.

## Presidente de la Cámara de Representantes
| N.º | Presidente               | Inicio                  | Fin                     | Partido | Partido                                  |
| --- | ------------------------ | ----------------------- | ----------------------- | ------- | ---------------------------------------- |
| 1   | Milan Uhde               | 30 de junio de 1992     | 27 de junio de 1996     |         | Partido Democrático Cívico (ODS)         |
| 2   | Miloš Zeman              | 27 de junio de 1996     | 17 de julio de 1998     |         | Partido Socialdemócrata Checo (ČSSD)     |
| 3   | Václav Klaus             | 17 de julio de 1998     | 11 de julio de 2002     |         | Partido Democrático Cívico (ODS)         |
| 4   | Lubomír Zaorálek         | 11 de julio de 2002     | 14 de agosto de 2006    |         | Partido Socialdemócrata Checo (ČSSD)     |
| 5   | Miloslav Vlček           | 14 de agosto de 2006    | 22 de abril de 2010     |         | Partido Socialdemócrata Checo (ČSSD)     |
| 6   | Miroslava Němcová        | 24 de abril de 2010     | 28 de agosto de 2013    |         | Partido Democrático Cívico (ODS)         |
| 7   | Jan Hamáček              | 27 de noviembre de 2013 | 22 de noviembre de 2017 |         | Partido Socialdemócrata Checo (ČSSD)     |
| 8   | Radek Vondráček          | 22 de noviembre de 2017 | 21 de octubre de 2021   |         | Alianza de Ciudadanos Descontentos (ANO) |
| 9   | Markéta Pekarová Adamová | 10 de noviembre de 2021 | Actualidad              |         | TOP 09                                   |

## Composición
La Cámara de Representantes, que consta de 200 representantes, se compone actualmente de la siguiente manera:
|             |                               | |         |
| Candidatura | Candidatura                   | Partido/s | Escaños |
|             | ANO 2011                      | ANO 2011 | 72      |
|             | Juntos                        | Partido Democrático Cívico: 34 Unión Cristiana y Demócrata-Partido Popular: 23 Tradición Responsabilidad Prosperidad: 14 | 71      |
|             | Piratas y Alcaldes            | Alcaldes e independientes: 33 Partido Pirata: 4                                                                          | 37      |
|             | Libertad y Democracia Directa | Libertad y Democracia Directa                                                                                            | 20      |
| Fuente:     |                               | |         |

## Histórico de resultados y distribución de escaños
| 22   | 61   | 18  | 13  | 68  | 18  |
| KSČM | ČSSD | KDU | ODA | ODS | SPR |

| 24   | 74   | 20  | 19 | 63  |
| KSČM | ČSSD | KDU | US | ODS |

| 41   | 70   | 23  | 8  | 58  |
| KSČM | ČSSD | KDU | US | ODS |

| 26   | 74   | 6  | 13  | 81  |
| KSČM | ČSSD | SZ | KDU | ODS |

| 26   | 56   | 24 | 41  | 53  |
| KSČM | ČSSD | VV | T09 | ODS |

| 33   | 50   | 47  | 26  | 14  | 16  | 14  |
| KSČM | ČSSD | ANO | T09 | KDU | ODS | UNK |

| 15   | 15   | 22  | 78  | 7   | 6   | 10  | 25  | 22  |
| KSČM | ČSSD | ČPS | ANO | T0. | ST. | KDU | ODS | SPD |

| 4  | 72  | 14  | 33   | 23  | 34  | 20  |
| Č. | ANO | T09 | STAN | KDU | ODS | SPD |